# Direct Line Group
Direct Line Insurance Group plc er et britisk forsikringsselskab med hovedkvarter i London. Det blev spin-off fra Royal Bank of Scotland Group's (RBS) forsikringsdivision ved en børsnotering i 2012. De har flere datterselskaber, der udbyder et bredt spektre af forsikringer. Datterselskaberne inkluderer Direct Line, Churchill, Darwin og Green Flag. I 2022 var der ca. 10.000 ansatte og de omsatte for 3,132 mia. britiske pund.